# 3-Minute Warning
De 3-Minute Warning was een professioneel worsteltag-team dat bekend was van hun tijd bij de World Wrestling Entertainment, van 1999 tot 2003. De leden van dit team waren de neven Eddie Fatu en Matt Anoa'i.

## Prestaties
- Frontier Martial-Arts Wrestling
  - FMW/WEW Hardcore Tag Team Championship (1 keer)

- Heartland Wrestling Association
  - HWA Tag Team Championship (1 keer)

- Memphis Championship Wrestling
  - MCW Southern Tag Team Championship (3 keer)

- Wrestling Observer Newsletter awards
  - Worst Tag Team (2002)